# Contea di Fayette (Texas)
La contea di Fayette (in inglese Fayette County) è una contea dello Stato USA del Texas. Il nome le è stato dato in onore al marchese de La Fayette, che aiutò il generale George Washington nella guerra d'indipendenza americana. Al censimento del 2000 la popolazione era di 21 804 abitanti. Il suo capoluogo è La Grange.

## Geografia fisica
Lo United States Census Bureau certifica che l'estensione della contea è di 2.486 km², di cui 2.461 km² composti da terra e i rimanenti 25 km² composti di acqua.

## Infrastrutture e trasporti

### Strade
- Interstate 10
- U.S. Highway 77
- U.S. Route 90
- State Highway 71 (Texas)
- State Highway 95 (Texas)
- State Highway 159 (Texas)

## Contee confinanti
- Contea di Lee (Texas) - nord
- Contea di Washington (Texas) - nord-est
- Contea di Austin (Texas) - est
- Contea di Colorado (Texas) - sud-est
- Contea di Lavaca (Texas) - sud
- Contea di Gonzales (Texas) - sud-ovest
- Contea di Caldwell (Texas) - ovest
- Contea di Bastrop (Texas) - nord-ovest

## Storia
La Contea di Fayette venne costituita il 14 dicembre 1837.

## Città
- Carmine
- Ellinger
- Fayetteville
- Flatonia
- La Grange
- Round Top
- Schulenburg